# Vincent (voornaam)
Vincent is een mannelijke voornaam. De naam is afgeleid van het Latijnse werkwoord vincere ("overwinnen") en betekent: `zij zullen overwinnen'.
De naam Vincentius is in Rijnland al aangetroffen in de tweede helft van de 12e eeuw (slechts eenmaal als Littger). In Zuid-Nederland kwam de naam op in de 14e eeuw: in Kortrijk in circa 1400: Feinsin (Debrabandere). In Holland in het begin van de 16e eeuw, hoewel Otto van Arkel reeds in 1378 een kapittel in de parochiekerk van Gorinchem stichtte 'in die eere Godts, Sinte Mertens ende Vincentius' (Patrocinia 60). De oudst bekende vrouwelijke vorm van de naam komt begin 17e eeuw voor.
Door verschillende heiligen kreeg de naam in katholieke streken vrij grote populariteit:
- Vincentia Gerosa, congregatiestichtster; kerkelijke feestdag: 28 juni
- Vincentius van Agen, diaken en martelaar in Aquitanië in onbekende tijd; kerkelijke feestdag: 9 juni
- Vincentius van Zaragoza, de eerste martelaar van Spanje (tijdens de vervolgingen van Diocletianus, circa 304). Door legenden over hem verbreidde zijn verering zich al vroeg over heel Spanje, naar Afrika, Italië en Frankrijk en vandaar door Bourgondische missionarissen naar de Elzas en verder naar Duitsland en Zwitserland. Daardoor werd de naam al vrij vroeg in de Middeleeuwen populair. Kerkelijke feestdag: 22 januari

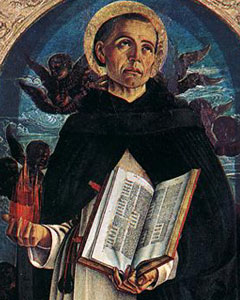
Vincent Ferrer

- Vincentius van Lérins (bij Marseille), klooster gesticht vóór 450. Schrijver van grotendeels verloren gegane theologische geschriften. Kerkelijke feestdag: 24 mei
- Vincentius van León, abt in León in de 6e en 7e eeuw; kerkelijke feestdag: 11 maart
- Vincentius Madelgarius (de tweede naam is zijn oorspronkelijke Germaanse naam: Mauger). Hij stichtte het klooster van Zinnik in België; gesticht circa 677. Kerkelijke feestdag: 14 juli
- Vincent Ferrer, geboren circa 1350 in Valencia. Als boeteprediker door Spanje, Italië, Zwitserland, Duitsland en vooral Frankrijk getrokken. In 1419 heeft hij een klooster gesticht in Vannes in Bretagne. Kerkelijke feestdag: 5 april.
- Vincentius a Paulo (1581-...), in Zuid-Frankrijk geboren, stichter van verscheidene orden. Hij stichtte in 1660 in Parijs een klooster; kerkelijke feestdag: 19 juli. Tal van Sint-Vincentiusverenigingen van liefdadigheid herinneren aan deze heilige.
- Vincentius Kadłubek, bisschop van Krakau (1160-1223).

## Naam in het buitenland
- Baskenland: Bikendi
- Catalonië: Vicenç / Vicent
- Denemarken: Vincent
- Duitsland: Vinzent / Vinzenz
- Engeland: Vincent > Vin / Vince / Vinnie / Vinny
- Frankrijk: Vincent
- Hongarije: Bence
- Ierland: Uinseann
- Italië: Vincente / Vincenzo > Enzo
- Kroatië: Vinko
- Litouwen: Vincentas
- Nederland: Vincent
- Polen: Wincenty
- Portugal: Vicente
- Rusland: Викентий
- Servië: Викентије
- Slovenië: Vincenc > Vinko
- Slowakije: Vincent
- Spanje: Vicente
- Tsjechië: Vincenc > Cenek
- Zweden: Vincent

- Vincent
- Vincent, Francois, Paul... et les autres
- Vincent, François, Paul... et les autres
- Vincent-Froideville
- Vincent-HRD
- Vincent-Hyacinthe Cornet d'Elzius
- Vincent-Marie Duvivier
- Vincent & Theo
- Vincent (1982)
- Vincent (2016)
- Vincent (Alabama)
- Vincent (Californië)
- Vincent (Frankrijk)
- Vincent (Iowa)
- Vincent (Jura)
- Vincent (computerspel)
- Vincent (film)
- Vincent (lied)
- Vincent (motorfiets)
- Vincent (televisieserie)
- Vincent (videospel)
- Vincent (voornaam)
- Vincent A. Vitale
- Vincent Abbott
- Vincent Aboubakar
- Vincent Abril
- Vincent Adriaenssen
- Vincent Arthur Smith
- Vincent Auriol
- Vincent Award
- Vincent Badie
- Vincent Baestaens
- Vincent Bal
- Vincent Banic
- Vincent Banić
- Vincent Barteau
- Vincent Beaufrère
- Vincent Benedetti
- Vincent Bevins
- Vincent Bierinckx
- Vincent Bijlo
- Vincent Blaizot
- Vincent Blondel
- Vincent Bolloré
- Vincent Bossilkov
- Vincent Braam
- Vincent Bruins
- Vincent Brümmer
- Vincent Bueno
- Vincent Burlet
- Vincent Byloo
- Vincent Cali
- Vincent Candela
- Vincent Cantero
- Vincent Cantero y Grijelmo
- Vincent Casse
- Vincent Cassel
- Vincent Casteleyn
- Vincent Casteleyn (1609-1649)
- Vincent Chancey
- Vincent Chepkok
- Vincent Connare
- Vincent Corjanus
- Vincent Cornelisz.
- Vincent Cossee de Maulde
- Vincent Cossee de Maulde Dumortier
- Vincent Cossée de Maulde
- Vincent Cossée de Maulde Dumortier
- Vincent Courtois
- Vincent Crampont
- Vincent Croiset
- Vincent Curatola
- Vincent D'Onofrio
- Vincent D. Nirella
- Vincent Daniel Nirella
- Vincent Dankelman
- Vincent Dauga
- Vincent Davis
- Vincent De Haitre
- Vincent De Haître
- Vincent De Wolf
- Vincent Decroly
- Vincent Defrasne
- Vincent Delerm
- Vincent Deljoutte
- Vincent Deneumostier
- Vincent Denson
- Vincent Depaul
- Vincent Desclée de Maredsous
- Vincent Dias Dos Santos
- Vincent Dias dos Santos
- Vincent Diericx
- Vincent Dockx
- Vincent Dole
- Vincent Dufour
- Vincent Enyeama
- Vincent Euvrard
- Vincent Everts
- Vincent F. Safranek
- Vincent Fajks
- Vincent Fayks Airport
- Vincent Fayks Airstrip
- Vincent Fayks Vliegveld
- Vincent Ferrer
- Vincent Fierens
- Vincent Ford
- Vincent Frank Safranek
- Vincent Furnier
- Vincent Gagnier
- Vincent Gallagher
- Vincent Gallo
- Vincent Gardenia
- Vincent Gardner
- Vincent Gauthier-Manuel
- Vincent Geers
- Vincent Geyskens
- Vincent Gielen
- Vincent Gigante
- Vincent Gildemeester van Tuyll van Serooskerken
- Vincent Glowinski
- Vincent Goemaere
- Vincent Gottofrey
- Vincent Gounod
- Vincent Gouttebarge
- Vincent Graczyk
- Vincent Gragnic
- Vincent Guérin
- Vincent Hamel
- Vincent Henin
- Vincent Herring
- Vincent Hildebrandt
- Vincent Hognon
- Vincent Hoppezak
- Vincent Houssiau
- Vincent Hunink
- Vincent Icke
- Vincent Irizarry
- Vincent Jacob van Dolder
- Vincent James McMahon
- Vincent Janssen
- Vincent Jansz van der Vinne
- Vincent Jay
- Vincent Jerome
- Vincent Johan Reinier van Tuyll van Serooskerken
- Vincent John Kennedy
- Vincent Johnson
- Vincent Jérôme
- Vincent Karremans
- Vincent Kartheiser
- Vincent Kenis
- Vincent Kennedy
- Vincent Kesteloot
- Vincent King
- Vincent Kipkemoi
- Vincent Kiprop Chepkok
- Vincent Kipruto
- Vincent Kipsang Rono
- Vincent Kipsos
- Vincent Kompany
- Vincent Koreman
- Vincent Kortbeek
- Vincent Korzel
- Vincent Koziello
- Vincent Kriechmayr
- Vincent Laban
- Vincent Labrie
- Vincent Lachambre
- Vincent Lacressonniere
- Vincent Lacressonnière
- Vincent Laresca
- Vincent Laurensz. van der Vinne (I)
- Vincent Laurensz van der Vinne (1628 - 1702)
- Vincent Lavenu
- Vincent Le Quellec
- Vincent Lebbe
- Vincent Lecuyer
- Vincent Lenertz
- Vincent Libert
- Vincent Lindon
- Vincent Linthorst
- Vincent Lodder
- Vincent Lodewijk Gotti
- Vincent Loosjes
- Vincent Loosjes (1786-1841)
- Vincent Lopez
- Vincent Lubeck
- Vincent Luchtenberg
- Vincent Luebeck
- Vincent Luis
- Vincent Lurquin
- Vincent Lübeck
- Vincent M. Ward
- Vincent Mahieu
- Vincent Maillen
- Vincent Malo
- Vincent Mancini
- Vincent Mangano
- Vincent Mannaert
- Vincent Marcel
- Vincent Marchetti
- Vincent Margera
- Vincent Martella
- Vincent Martin
- Vincent Matthews
- Vincent Mauro
- Vincent Maximiliaan van Tuyll van Serooskerken
- Vincent Mensah
- Vincent Mentzel
- Vincent Merjenberg
- Vincent Mertens de Wilmars
- Vincent Millot
- Vincent Missotten
- Vincent Moes
- Vincent Monnikendam
- Vincent Moon
- Vincent Muda
- Vincent Muller
- Vincent Munier
- Vincent Muratori
- Vincent Müller
- Vincent Nichols
- Vincent Nogueira
- Vincent Nolet
- Vincent Paes
- Vincent Pajot
- Vincent Palermo
- Vincent Pastore
- Vincent Patty
- Vincent Paul Abbott
- Vincent Peeters
- Vincent Peeters (basketballer)
- Vincent Peirani
- Vincent Perriot
- Vincent Persichetti
- Vincent Piazza
- Vincent Pichel
- Vincent Pieter Adriaan Beelaerts van Blokland
- Vincent Pieter Semeyn
- Vincent Plante
- Vincent Planté
- Vincent Price
- Vincent Priessnitz
- Vincent Prießnitz
- Vincent Provoost
- Vincent Radermecker
- Vincent Ramondt
- Vincent Regan
- Vincent Regeling
- Vincent Richards
- Vincent Rietveld
- Vincent Riga
- Vincent Rijmen
- Vincent Ritzer
- Vincent Rono
- Vincent Roozen
- Vincent Rothuis
- Vincent Rouffaer
- Vincent Rousseau
- Vincent Ryelandt
- Vincent Rüfli
- Vincent Sampaoli
- Vincent Samways
- Vincent Savolainen
- Vincent Schellaert van Obbendorff
- Vincent Scheltiens
- Vincent Schiavelli
- Vincent Schippers
- Vincent Schmidt
- Vincent Schuurman
- Vincent Scourneau
- Vincent Scramuzza
- Vincent Sellaer
- Vincent Sherman
- Vincent Sierro
- Vincent Spadea
- Vincent Spano
- Vincent Stochove
- Vincent Stuer
- Vincent T.
- Vincent TV Producties
- Vincent TV Productions
- Vincent Tabak
- Vincent Tan
- Vincent Tewson
- Vincent Thill
- Vincent Thomas-brug
- Vincent Thomas Bridge
- Vincent Thomasbrug
- Vincent Tong
- Vincent Tshabalala
- Vincent USA
- Vincent Van Duysen
- Vincent Van Gogh
- Vincent Van Hemelen
- Vincent Van Peteghem
- Vincent Van Quickenborne
- Vincent Van Sande
- Vincent Van Trier
- Vincent Vanasch
- Vincent Vandermeersch
- Vincent Vangeel
- Vincent Vanhalewijn
- Vincent Vanhalewyn
- Vincent Vanryckeghem
- Vincent Ventresca
- Vincent Verelst
- Vincent Vergauwen
- Vincent Vermeij
- Vincent Verschueren
- Vincent Verweij
- Vincent Vianen
- Vincent Visser
- Vincent Vitelle
- Vincent Vitetta
- Vincent Vittoz
- Vincent Voeten
- Vincent Voiture
- Vincent Volckaert
- Vincent Voorn
- Vincent Vrijsen
- Vincent Ward
- Vincent Weijand
- Vincent Weijl
- Vincent Wilburn jr.
- Vincent Willem
- Vincent Willem van Gogh
- Vincent Yator
- Vincent Young
- Vincent Zhou
- Vincent d'Indy
- Vincent d'Onofrio
- Vincent de Beauvais
- Vincent de Bueren
- Vincent de Buren
- Vincent de Gournay
- Vincent de Kooker
- Vincent de Kort
- Vincent de Lijser
- Vincent de Moor
- Vincent de Paul
- Vincent de Paul Kwanga Njubu
- Vincent de Vries
- Vincent delerm
- Vincent doit mourir
- Vincent du Vigneaud